# ダックスープ (お笑い)
ダックスープは、かつて大滝エージェンシーに所属していた日本のお笑いコンビ。

## メンバー
宮崎元樹（現：宮崎げんき 1967年1月10日 - ）
- ツッコミ担当。
- 兵庫県出身。

木藤直之（現：ナオユキ 1966年12月29日 - ）
- ボケ担当。
- 大阪府大阪市出身。

## 来歴
- 1990年に若井ぼん・はやとの若井はやとと、落語家の笑福亭鶴光の弟子同士でコンビを結成する。
- デビュー2年目の1992年2月にはNHK大阪放送局主催の平成3年度 第22回NHK上方漫才コンテストで優秀賞に輝き、その後も数々の新人コンクールで受賞し、芸風のぼやき漫才を生かし実力派コンビとして活躍していたが、1999年から木藤は「NAOYUKI」・「木藤なおゆき」としてピン芸人での活動もしていた事もあり、2006年6月30日にコンビを解散する。
- 解散後は宮崎は「宮崎げんき」として松竹芸能の諸芸枠として活躍。木藤は「ナオユキ」と改名し、R-1ぐらんぷり2009・R-1ぐらんぷり2010では準決勝まで進出し、2011年には決勝に進出。2019年に松竹芸能を退社してフリーで活動。

## 出演
テレビ
- 怒涛のくるくるシアター（読売テレビ）
- 爆笑GONGSHOW（関西テレビ）
- 爆笑BOOING（関西テレビ）
- よみうりテレビ夏まつり'92 第三部・笑金総額100万円激突ギャグリンピック（読売テレビ）
- 演芸ひろば（NHK総合）
- 上方演芸会（NHK総合）
- お笑いネットワーク（読売テレビ）
- GAHAHAキング 爆笑王決定戦（テレビ朝日）

ラジオ
- ダックスープのOBC歌謡ベスト10（ラジオ大阪）
- 日産ギャラリー 土曜スペシャル（東海ラジオ）

## 受賞歴
- 1993年 関西テレビ 爆笑BOOING 5週勝ち抜きチャンピオン
- 1994年 関西テレビ 爆笑BOOING 5週勝ち抜きチャンピオン

### 賞レース戦績
- 1992年 第22回NHK上方漫才コンテスト 優秀賞
- 1993年 第14回ABCお笑い新人グランプリ 新人賞
- 1993年 第23回NHK上方漫才コンテスト 新人賞
- 1993年 第8回NHK新人演芸大賞 新人賞
- 1994年 第15回ABCお笑い新人グランプリ 優秀新人賞

## 舞台
- GOVERNMENT OF DOGS『yearend sp.』（1991年12月13日、RAG）
- GOVERNMENT OF DOGS『monthly 2月/暴力』（1992年2月7日、KSK KILL）
- GOVERNMENT OF DOGS『monthly 3月/伝達』（1992年3月13日、KSK KILL）
- GOVERNMENT OF DOGS『monthly 4月/日本の人々』（1992年4月10日、KSK KILL）
- GOVERNMENT OF DOGS『monthly 5月/ジャングル』（1992年5月15日、KSK KILL）
- GOVERNMENT OF DOGS『monthly 6月/大きめ（1周年）』（1992年6月14日、KSK KILL）
- GOVERNMENT OF DOGS『monthly 7月/怪談』（1992年7月17日、KSK KILL）
- GOVERNMENT OF DOGS『monthly 8月/記念碑的総集編・前編』（1992年8月9日、WING FIELD）
- GOVERNMENT OF DOGS『monthly 8月/記念碑的総集編・後編』（1992年8月21日、KSK KILL）